# Las Camelinas
Las Camelinas är en ort i Mexiko.   Den ligger i kommunen Querétaro och delstaten Querétaro Arteaga, i den centrala delen av landet, 190 km nordväst om huvudstaden Mexico City. Las Camelinas ligger 1 867 meter över havet och antalet invånare är 390.
Terrängen runt Las Camelinas är platt söderut, men norrut är den kuperad. Terrängen runt Las Camelinas sluttar söderut. Runt Las Camelinas är det tätbefolkat, med 849 invånare per kvadratkilometer. Närmaste större samhälle är Santiago de Querétaro, 10,6 km sydost om Las Camelinas. Omgivningarna runt Las Camelinas är en mosaik av jordbruksmark och naturlig växtlighet.